# Balthasar Musculus
Balthasar Musculus (eigentlich Balthasar Meusel; * um 1540; † zwischen 1595 und 1597) war ein deutscher Schulmeister in Ziegenrück, der als Komponist geistlicher Lieder bekannt wurde.

## Werke
Seine Kompositionen sind heute nur noch in wenigen Exemplaren erhalten. Erhalten ist die zweite Ausgabe seiner 40 schönen geistlichen Lieder mit vier stimmen der lieben Jugend zum besten in druck verfertiget sowie die Cithara sacra aus dem Jahr 1591. Im Gegensatz zu den kunstvollen Motetten sind die Chorlieder oft einfach in Melodie und Satz. Er hatte sie „der lieben Jugend“ gewidmet,  zu deren Chor auch Männer gehörten.
Musculus schuf die Urformen einiger bekannter Melodien zu Kirchenliedern, die noch heute im Evangelischen Gesangbuch (EG) zu finden sind und die Meister wie Heinrich Schütz und Johann Sebastian Bach in ihre großen Werke aufnahmen. So gehen z. B. die Melodien zu Wachet auf, ruft uns die Stimme (EG 147) und Nun lasst uns Gott dem Herren (EG 320, Melodie, Satz von Johann Crüger) auf ihn zurück. Michael Praetorius übernahm im 8. Teil seiner Musae Sioniae (1610) z. T. ganze Sätze von Musculus. Unter CCLXXIII (Seite 201) findet sich z. B. der Satz „Nun laßt uns Gott dem Herren Dank sagen und ihn ehren“.